# Hermann Spillecke
Hermann Spillecke (ur. 15 maja 1924 w Hombergu, części Duisburga, zm. 5 maja 1977 w Bonn) – niemiecki polityk, samorządowiec i nauczyciel, parlamentarzysta krajowy i europejski.

## Życiorys
Od 1943 do 1945 walczył na froncie II wojnie światowej. Po ukończeniu szkoły kształcił się w akademii pedagogicznej w Wuppertalu, zdał państwowe egzaminy pedagogiczne pierwszego i drugiego stopnia. W 1945 powrócił do Duisburga, gdzie został nauczycielem. W 1958 został dyrektorem jednej z miejskich szkół ewangelickich. Działał w związku zawodowym Gewerkschaft Erziehung und Wissenschaft.
W 1945 wstąpił do Socjaldemokratycznej Partii Niemiec, był m.in. działaczem Jusos i szefem jednego z dystryktów ugrupowania. Pełnił funkcję radnego Duisburga (1956–1969), regionalnego zrzeszenia powiatów Landschaftsverband Rheinland (od 1961) i landtagu Nadrenii Północnej Westfalii (1962–1965). Pomiędzy 1957 a 1969 pozostawał burmistrzem Duisburga. W 1965 został deputowanym Bundestagu, a w 1977 delegatem do Parlamentu Europejskiego. Obydwie funkcje wykonywał do śmierci na zawał serca w maju 1977.

## Odznaczenia
W 1973 odznaczony Krzyżem Zasługi na Wstędze Orderu Zasługi Republiki Federalnej Niemiec.